# Robert Ayton

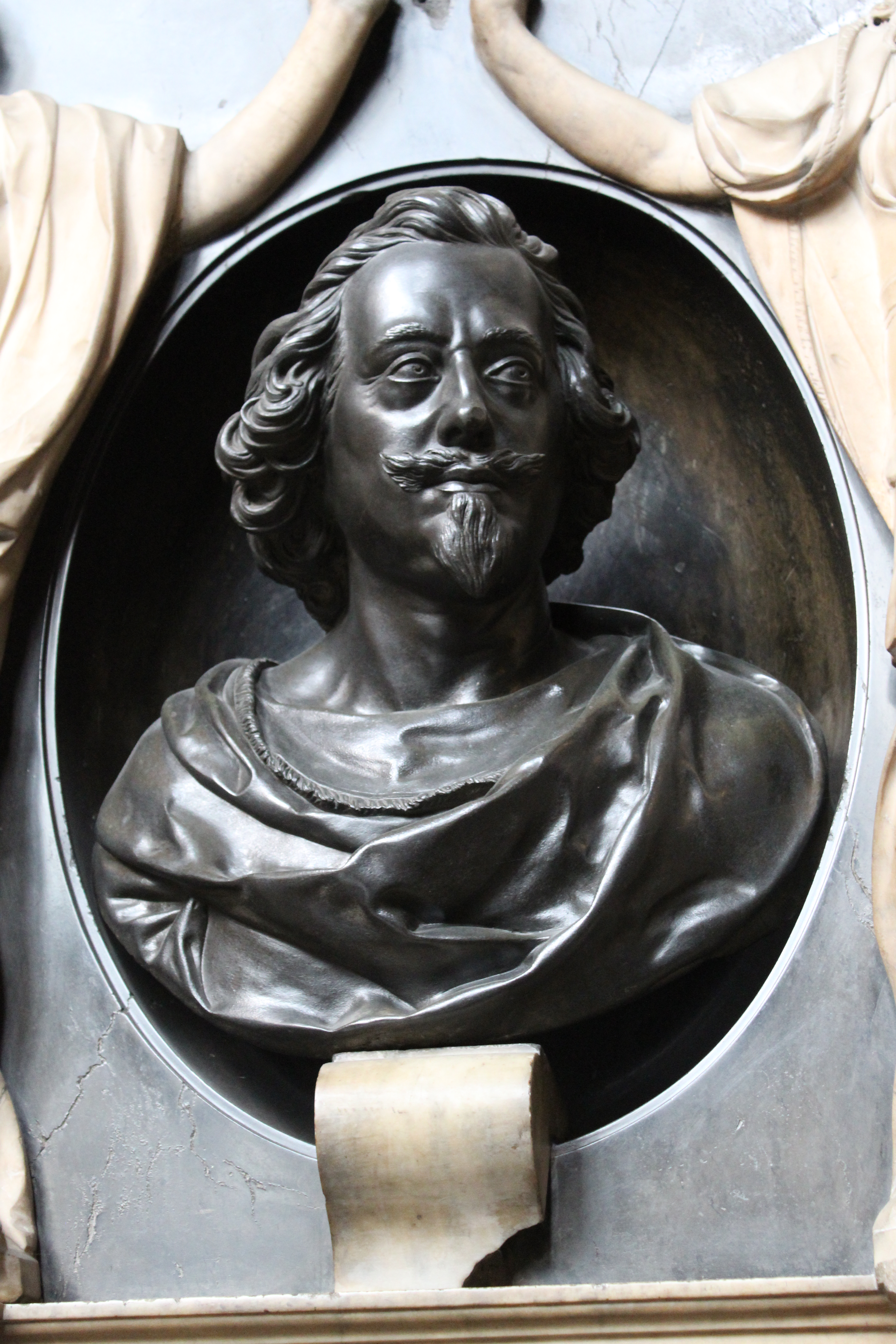
Robert Ayton

Robert Ayton of Aytoun (Kinaldie, Fife, Schotland, 1570 – Londen, 1638) was een Schots dichter. Hij werd geboren in een familie van rijke landeigenaren.
Ayton werd opgeleid in St Andrews en studeerde rechten in Parijs. Hij werd secretaris van Anna van Denemarken, de echtgenote van Jacobus I en vervolgens van Henriëtta Maria, de echtgenote van Karel I. Hij was bevriend met Ben Jonson en Thomas Hobbes. Hij wordt beschouwd als de eerste Schot die schreef in het standaard-Engels, in tegenstelling tot zijn tijdgenoten, die de Schotse variant gebruikten. Hij schreef overigens ook in het Frans, Grieks en Latijn.
Gedichten van Ayton komen voornamelijk nog voor in bloemlezingen, met name To an Inconstant Mistress en To His Forsaken Mistress. Hij schreef ook een gedicht met de beroemd geworden beginregel Should old acquaintance be forgot, mogelijk de inspiratie voor het latere en veel bekendere Auld Lang Syne van de Schotse dichter Robert Burns.
Aytons versie begint als volgt:
Should auld acquaintance be forgot,
And never thought upon,
The flames of love extinguished,
And freely past and gone?
Is thy kind heart now grown so cold
In that loving breast of thine,
That thou canst never once reflect
On old-long-syne?
Robert Ayton overleed in februari of maart 1638 en werd begraven in Westminster Abbey.